# Evangelischer Pfarrverein in Württemberg
Der Evangelische Pfarrverein in Württemberg e.V. ist der Berufsverband der Pfarrer in der Evangelischen Landeskirche Württemberg mit Sitz in Stuttgart.
Der Pfarrverein wurde 1891 gegründet. Derzeit gehören ihm über 95 Prozent aller Pfarrer in Württemberg an. Im Dezember 2012 hatte er 3699 Mitglieder und ist damit der weltgrößte Berufsverband evangelischer Pfarrerinnen und Pfarrer.
Der Verein dient dazu, den Zusammenhalt unter den Pfarrern zu fördern und gemeinsame theologische Fragen zu erörtern. Als Berufsverband vertritt er, einer Gewerkschaft gleich, die Anliegen des Pfarrstandes bei der Kirchenleitung, dem Oberkirchenrat und dem Landesbischof. Der Verein betreibt Fürsorge für seine Mitglieder und deren Angehörige im Krankheitsfalle mit Beihilfen und der Vermittlung von Rechtshilfe.
Der Verein richtet einen jährlich stattfindenden „Pfarrerstag“ aus. Mit Partnerschaftsprogrammen unterstützt der Verein Gemeinden mit deutschen Wurzeln in der Slowakei, Siebenbürgen und Montbéliard (Frankreich, in den von 1397 bis 1796 zum ehemaligen Land Württemberg gehörenden linksrheinischen Gebieten).